# Liverpool (Pensilvania)
Liverpool es un borough ubicado en el condado de Perry en el estado estadounidense de Pensilvania. En el año 2000 tenía una población de 876 habitantes y una densidad poblacional de 352.3 personas por km².

## Geografía
Liverpool se encuentra ubicado en las coordenadas 40°34′25″N 76°59′28″O / 40.57361, -76.99111.

## Demografía
Según la Oficina del Censo en 2000 los ingresos medios por hogar en la localidad eran de $33,850 y los ingresos medios por familia eran $43,036. Los hombres tenían unos ingresos medios de $33,417 frente a los $22,411 para las mujeres. La renta per cápita para la localidad era de $17,626. Alrededor del 10.2% de la población estaba por debajo del umbral de pobreza.